# Matisse & Sadko
Matisse & Sadko este un duo rus de DJ și producție muzicală din Sankt Petersburg, format din frații Aleksandr și Yury Parkhomenko. Ei sunt cunoscuți mai ales pentru colaborările lor cu DJ-ul neerlandez, Martin Garrix, în piesele „Dragon”, „Forever”, „Break Through the Silence”, „Together”, „Mistaken”, „Hold On” și „Won’t Let You Go” care au fost primite pozitiv de critici.

## Istoric
Alexander Parkhomenko și Yury Parkhomenko au început ca artiști solo și au început să lucreze împreună sub numele „Matisse & Sadko” în 2010. Lansând inițial piese cu casele de discuri Armada Zouk și Refune Music, au fost aduse în ochii mainstreamului odată cu lansarea „Trio”, pe 5 martie 2012, care a fost produs cu DJ-ul rus Arty. Piesa a primit sprijinul artiștilor Swedish House Mafia, Alesso și Dirty South și a fost cunoscută pentru că a introdus „elemente din trance-ul clasic pentru a crea un imn cu adevărat monumental al festivalului house progresiv”. Pe 12 august 2013, Matisse & Sadko au colaborat cu Steve Angello pentru a lansa „SLVR” pe label-ul lui Angello, Size Records, care a marcat cea de-a 100-a lansare și cea de-a 10-a aniversare a lui Size. Au urmat lansări notabile „Sigure”, „Stars”, și „Persia” înainte de a lucra cu DJ-ul neerlandez Martin Garrix pentru a lansa EP-ul lor Break Through the Silence, care conține melodiile „Break Through the Silence" și „Dragon”. Au trecut la un sunet mai blând odată cu lansarea piesei „Memories” pe 7 septembrie 2015, care a fost numită o piesă „contemporană house de pian”.
Pentru evenimentul Campionatului Mondial IIHF din 2016, Matisse & Sadko și-au produs piesa tematică oficială, intitulată „Go!” Ei și-au dezvăluit casa de discuri independentă „Monomark Music” inițial printr-un videoclip de 30 de secunde pe YouTube, și au lansat-o oficial odată cu lansarea „Machine Gun” prin Monomark la 1 octombrie 2016. Matisse & Sadko au colaborat cu Martin Garrix pentru a treia oară în piesa „Together”, care a fost lansată pe 20 octombrie 2016 și prezentată în EP-ul lui Garrix, Seven. A doua lor lansare pe Monomark a fost o piesă cu influență arabă intitulată „Ya Amar”, care a fost lansată pe 17 decembrie 2016, marcând lansarea lor finală pentru acel an.
Pe 20 octombrie 2017, „Forever” a fost lansat prin Stmpd Rcrds, care a fost realizat în colaborare cu Martin Garrix. Piesa a fost lansată inițial de Garrix în timpul festivalului Creamfields 2017 și a fost lansată cu o zi înainte de anunțul anual DJ Mag Top 100. Au lansat „Witchcraft” prin Monomark pe 24 noiembrie 2017. Numele „Witchcraft” provine de la baza de fani a duo-ului, care a intitulat piesa astfel înainte de dezvăluirea oficială.
Prima lansare a lui Matisse & Sadko din 2018, produsă cu Tiësto, intitulată „Dawnbreaker” a fost lansată pe 27 martie 2018. Piesa a fost lansată inițial de Tiësto în timpul setului său Ultra Music Festival 2018 și a apărut și pe EP-ul său de debut, I Like It Loud. „Grizzly” a fost lansat pe 4 mai 2018, care a prezentat o fuziune de „heavy groove-progressive house și bass house”. Duo-ul a lansat „Built For Us” prin Monomark pe 1 iunie 2018, o piesă care conține elemente de muzică house care diferă de lansările lor electro anterioare. Pe 16 august 2018, au lansat „Saga” prin Stmpd Rcrds, o melodie pe care duo-ul a descris-o ca „nu doar o piesă de festival, ci o melodie epică cu o dispoziție eroică, care se poate lega cu ușurință de titlul piesei”.

## Discografie
| Titlu                                                                                           | An   | Poziția maximă în clasament | Poziția maximă în clasament | Album                                        |
| Titlu                                                                                           | An   | BEL (Fl)                    | BEL (Wa)                    | Album                                        |
| ----------------------------------------------------------------------------------------------- | ---- | --------------------------- | --------------------------- | -------------------------------------------- |
| "Hi Scandinavia!"                                                                               | 2011 | —[A]                        | —[B]                        | Single-uri fără album                        |
| "Slvr" (cu Steve Angello)                                                                       | 2013 | —[C]                        | —[D]                        | Single-uri fără album                        |
| "Riot" (cu Arty)                                                                                | 2014 | —[E]                        | —                           | Single-uri fără album                        |
| "Dragon" (cu Martin Garrix)                                                                     | 2015 | 55[F]                       | 26[G]                       | Break Through the Silence (cu Martin Garrix) |
| "Break Through the Silence⁠(d)" (cu Martin Garrix)                                               | 2015 | —                           | 39[H]                       | Break Through the Silence (cu Martin Garrix) |
| "—" denotă o piesă care nu a intrat în clasament sau nu a fost lansată pe teritoriul respectiv. |      |                             |                             |                                              |

### Alte single-uri
| An   | Titlu                                                                     | Casa de discuri               | Album                              |
| ---- | ------------------------------------------------------------------------- | ----------------------------- | ---------------------------------- |
| 2011 | "Svenska"                                                                 | Armada Zouk                   | Single-uri fără album              |
| 2011 | "We’re Not Alone (Hi Scandinavia!)" (cu Olly James)                       | Armada Zouk                   | Single-uri fără album              |
| 2011 | "Amulet"                                                                  | Pilot                         | Single-uri fără album              |
| 2012 | "The Legend" (cu Swanky Tunes⁠(d)                                          | Refune Music                  | Single-uri fără album              |
| 2012 | "Trio" (cu Arty)                                                          | Axtone Records                | Single-uri fără album              |
| 2012 | "Chemistry (Turn the Flame Higher)" (cu Hard Rock Sofa și Swanky Tunes⁠(d) | Showland Records              | Single-uri fără album              |
| 2013 | "Stars"                                                                   | DOORN Records                 | Single-uri fără album              |
| 2014 | "Sigure"                                                                  | DOORN Records                 | Single-uri fără album              |
| 2014 | "Azonto"                                                                  | Armada Trice                  | Single-uri fără album              |
| 2014 | "Persia"                                                                  | Size Records                  | Single-uri fără album              |
| 2015 | "Memories"                                                                | Spinnin' Deep                 | Single-uri fără album              |
| 2015 | "Tengu" (cu Vigel)                                                        | DOORN Records                 | Single-uri fără album              |
| 2015 | "Lock 'N' Load"                                                           | Spinnin' Records              | Single-uri fără album              |
| 2016 | "Get Busy" (cu TITUS)                                                     | DOORN Records                 | Single-uri fără album              |
| 2016 | "Go! (2016 Ice Hockey World Championship Official Anthem)"                | Monomark Music                | Single-uri fără album              |
| 2016 | "Machine Gun"                                                             | Monomark Music                | Single-uri fără album              |
| 2016 | "Ninjas"                                                                  | Dim Mak Records⁠(d)            | Single-uri fără album              |
| 2016 | "Together" (cu Martin Garrix)                                             | Stmpd Rcrds⁠(d)                | Seven⁠(d)                           |
| 2016 | "Ya Amar"                                                                 | Monomark Music                | Single-uri fără album              |
| 2017 | "Jank' N' Gank"                                                           | Spinnin' Copyright Free Music | Single-uri fără album              |
| 2017 | "Hndz Up"                                                                 | Dim Mak Records               | Single-uri fără album              |
| 2017 | "Forever" (cu Martin Garrix)                                              | Stmpd Rcrds                   | Single-uri fără album              |
| 2017 | "Witchcraft"                                                              | Monomark Music                | Single-uri fără album              |
| 2017 | "Into You" (cu Hanne Mjøen)                                               | Stmpd Rcrds                   | Single-uri fără album              |
| 2018 | "Dawnbreaker" (cu Tiësto)                                                 | Musical Freedom               | I Like It Loud⁠(d)                  |
| 2018 | "Grizzly"                                                                 | Stmpd Rcrds⁠(d)                | Single-uri fără album              |
| 2018 | "Built for Us"                                                            | Monomark Music                | Single-uri fără album              |
| 2018 | "Mystery" (cu Swedish Red Elephant)                                       | Stmpd Rcrds⁠(d)                | Single-uri fără album              |
| 2018 | "Light Me Up" (cu Raiden)                                                 | Protocol Recordings           | Single-uri fără album              |
| 2018 | "Saga"                                                                    | Stmpd Rcrds⁠(d)                | Single-uri fără album              |
| 2018 | "Takeoff"                                                                 | Musical Freedom               | Single-uri fără album              |
| 2018 | "Melodicca"                                                               | Self-released                 | Single-uri fără album              |
| 2019 | "Don't Tell Me" (cu Aspyer și Matluck)                                    | Stmpd Rcrds                   | Single-uri fără album              |
| 2019 | "Mistaken" (cu Martin Garrix și Alex Aris)                                | Stmpd Rcrds                   | Single-uri fără album              |
| 2019 | "Another Side" (cu Robert Falcon și Wrabel⁠(d)                             | Stmpd Rcrds                   | Single-uri fără album              |
| 2019 | "Let It Buzz (ca Daffy Muffin)                                            | Revealed Recordings           | Hardwell Presents Revealed Vol. 10 |
| 2019 | "Selecta" (ca Daffy Muffin)                                               | Protocol Recordings           | Single-uri fără album              |
| 2019 | "Doberman"                                                                | Stmpd Rcrds                   | Single-uri fără album              |
| 2019 | "Fade Away" (cu Smbdy)                                                    | Stmpd Rcrds                   | Single-uri fără album              |
| 2019 | "Hold On" (cu Martin Garrix și Michel Zitron⁠(d)                           | Stmpd Rcrds                   | Single-uri fără album              |
| 2020 | "Best Thing" (cu Matluck)                                                 | Stmpd Rcrds                   | Single-uri fără album              |
| 2020 | "Strings Again"                                                           | Stmpd Rcrds                   | Single-uri fără album              |
| 2020 | "Now or Never"                                                            | Stmpd Rcrds                   | Single-uri fără album              |
| 2020 | "Sweet Life"                                                              | Stmpd Rcrds                   | Single-uri fără album              |
| 2021 | "Meant To Be"                                                             | Stmpd Rcrds                   | Single-uri fără album              |
| 2021 | "Heal Me" (cu Alex Aris)                                                  | Stmpd Rcrds                   | Single-uri fără album              |
| 2021 | "OK" (cu Lovespeake)                                                      | Warner Music                  | Single-uri fără album              |
| 2021 | "Dawn" (cu Alex Aris)                                                     | Monomark                      | Single-uri fără album              |
| 2021 | "All We Got" (ca Shy Baboon cu Maejor⁠(d)                                  | Stmpd Rcrds                   | Single-uri fără album              |
| 2021 | "I Told You" (ca Shy Baboon)                                              | Stmpd Rcrds                   | Single-uri fără album              |
| 2021 | "Relight My Love" (cu Mougleta)                                           | Tomorrowland Music            | Single-uri fără album              |
| 2021 | "Won't Let You Go" (cu Martin Garrix și John Martin⁠(d)                    | Stmpd Rcrds                   | Single-uri fără album              |